# دانشگاه کشاورزی ایسلند
دانشگاه کشاورزی ایسلند (به لاتین: Agricultural University of Iceland) یک دانشگاه در ایسلند است که در پورکارنس واقع شده است.